# Les uns et les autres
Les uns et les autres (Los unos y los otros en España y Venezuela y Melodía de la vida en México y Colombia) es una película francesa del año 1981, dirigida por Claude Lelouch.
Es un musical épico, generalmente considerada como la obra maestra de Lelouch, junto con Un hombre y una mujer. Ha ganado el Gran Premio a la Técnica en el Festival Internacional de Cine de Cannes de 1981. Fue la sexta película más vista del año de su estreno, con 3 234 549 espectadores.

## Argumento
La película sigue la historia de cuatro familias de diferentes nacionalidades (rusa, alemana, francesa y estadounidense) con la misma pasión por la música, desde los años 30 hasta la década de 1980. Sus historias se cruzan varias veces en diferentes lugares y tiempos; la historia se ve principalmente marcada por las vivencias de las familias durante la Segunda Guerra Mundial
En 1936, en Moscú, una bailarina llamada Tatiana se casa con Boris, quien le da un hijo justo antes de morir durante la guerra. En Berlín, el pianista Karl Kremer alcanza el éxito tras recibir elogios de parte de Hitler. En París, la joven violinista Anne se enamora de Simon Meyer, un pianista judío, con quien se casa y tienen un hijo, pero terminan en un tren camino a un campo de concentración nazi; en un alto, el niño es abandonado para que escape de la muerte. En Nueva York, Jack Glenn se ha hecho un nombre con su banda de jazz.
Veinte años más tarde, los hijos de estas familias reviven la historia de sus padres; por su parte, Anne continúa la búsqueda del niño que abandonara en camino al campo de concentración. El final de la película reúne a todas las familias en un espectáculo de danza clásica musicalizado por Bolero, de Maurice Ravel.
Aunque todos los personajes son ficticios, varios de ellos están basados en la historia de íconos musicales como Édith Piaf, Joséphine Baker, Herbert von Karajan, Glenn Miller y Rudolf Nuréyev.

## Reparto
- Robert Hossein como Simon Meyer / Robert Prat.
- Nicole Garcia como Anne Meyer.
- Geraldine Chaplin como Suzanne Glenn / Sarah Glenn.
- James Caan como Jack Glenn / Jason Glenn.
- Daniel Olbrychski como Karl Kremer.
- Jean-Claude Bouttier como Philippe Rouget.
- Jorge Donn como Boris Itovitch / Sergei Itovitch.
- Rita Poelvoorde como Tatiana Itovitch / Nadia Itovitch.
- Macha Méril como Magda Kremer.
- Évelyne Bouix como Évelyne / Édith.
- Francis Huster como Francis.
- Raymond Pellegrin como M. Raymond
- Paul Préboist como el abuelo de Édith.
- Jean-Claude Brialy como el director del Lido.
- Marthe Villalonga como la abuela de Édith.
- Fanny Ardant como Véronique.
- Jacques Villeret como Jacques.
- Alexandra Stewart
- Richard Bohringer como Richard.
- Nicole Croisille como ella misma.
- Ginette Garcin como Ginette.
- Jean-Pierre Kalfon como el padre de Antoine.
- Geneviève Mnich como Jeanne, la madre de Jacques.
- Éva Darlan como Eva.
- Ernie Garrett como Bobby.
- Francis Lai
- Barry Primus
- Valérie Quennessen como la novia de Francis Huster.
- Brigitte Roüan
- Sharon Stone
- Michel Rivard